# Nati nel 1935/Marzo
| Questa pagina contiene informazioni ricavate automaticamente dalle voci biografiche con l'ausilio del template Bio e di un bot. L'aggiornamento è periodico e automatico e ricostruisce completamente la pagina. Se manca una persona in questa lista, sei pregato di non aggiungerla, ma accertati piuttosto che la sua voce biografica contenga il template Bio e che i dati anagrafici siano correttamente compilati. Se il template Bio manca, inseriscilo tu stesso o, in alternativa, metti l'avviso {{tmp\|Bio}} che ne segnala la mancanza. Se i dati riportati sono sbagliati, correggi direttamente la voce biografica; le modifiche saranno visibili in questa lista entro pochi giorni. Per chiarimenti vedi il progetto biografie. La lista contiene solo le 185 persone che sono citate nell'enciclopedia e per le quali è stato implementato correttamente il template Bio. Pagina aggiornata al 10 lug 2025. |

- 1º marzo - Jed Allan, attore e conduttore televisivo statunitense († 2019)
- 1º marzo - Robert Conrad, attore e regista statunitense († 2020)
- 1º marzo - George Genereux, tiratore a volo canadese († 1989)
- 1º marzo - Franco Nucciarone, politico italiano
- 1º marzo - Ray Radziszewski, ex cestista statunitense
- 1º marzo - Yola Ramírez, tennista messicana († 2025)
- 2 marzo - Pablo Ansaldo, calciatore e allenatore di calcio ecuadoriano († 2016)
- 2 marzo - Adriano Guidetti, allenatore di pallavolo e ex pallavolista italiano
- 2 marzo - ʿAbd al-Hādī Qandīl, politico e ingegnere egiziano († 2019)
- 2 marzo - Stephen Thorne, attore britannico († 2019)
- 2 marzo - Al Waxman, attore e regista canadese († 2001)
- 3 marzo - Malcolm Anderson, ex tennista australiano
- 3 marzo - Ibrahim Aslan, scrittore egiziano († 2012)
- 3 marzo - Salvatore Bartolotta, carabiniere italiano († 1983)
- 3 marzo - Gene Bess, allenatore di pallacanestro statunitense
- 3 marzo - Luigi Fait, critico musicale italiano († 2017)
- 3 marzo - Eugenia Paul, attrice statunitense († 2010)
- 3 marzo - Michael Walzer, filosofo statunitense
- 3 marzo - Želju Želev, politico bulgaro († 2015)
- 4 marzo - Carlo Casini, magistrato e politico italiano († 2020)
- 4 marzo - Giovanni Degli Antoni, informatico italiano († 2016)
- 4 marzo - Mogens Ellegaard, musicista e fisarmonicista danese († 1995)
- 4 marzo - Bent Larsen, scacchista danese († 2010)
- 4 marzo - Jan Oldenmark, ex cestista svedese
- 4 marzo - Kazimierz Paździor, pugile polacco († 2010)
- 5 marzo - Jody Alderson, nuotatrice statunitense († 2021)
- 5 marzo - Letizia Battaglia, fotografa, fotoreporter e politica italiana († 2022)
- 5 marzo - Giovanni Bettinelli, ciclista su strada e ciclocrossista italiano († 2000)
- 5 marzo - Philip Chapman, astronauta statunitense († 2021)
- 5 marzo - Francis Xavier Osamu Mizobe, vescovo cattolico giapponese († 2016)
- 5 marzo - Aitor Muruamendiaraz, calciatore spagnolo
- 5 marzo - Romano Taccola, calciatore italiano († 2021)
- 6 marzo - Donald Bain, scrittore statunitense († 2017)
- 6 marzo - Ron Delany, ex mezzofondista irlandese
- 6 marzo - Lisa Gaye, attrice statunitense († 2016)
- 6 marzo - Barbara Rose Johns, bibliotecaria e attivista statunitense († 1991)
- 6 marzo - Derek Kevan, calciatore inglese († 2013)
- 6 marzo - João Morais, calciatore portoghese († 2010)
- 6 marzo - Mario Ramadori, ecologo e pittore italiano († 1998)
- 6 marzo - Shaila Rubin, casting director statunitense († 2006)
- 6 marzo - Manfred Rulffs, canottiere tedesco († 2007)
- 6 marzo - Joe Stulac, cestista canadese († 2001)
- 6 marzo - Sergio Tagliapietra, canottiere italiano († 2022)
- 6 marzo - Paulin, cantante italiano († 1998)
- 7 marzo - Giuseppe Anfossi, vescovo cattolico italiano
- 7 marzo - Gordon French, informatico statunitense († 2019)
- 7 marzo - Wanda Romanelli, cantante italiana
- 7 marzo - Jean Thibaudeau, scrittore francese († 2013)
- 7 marzo - Reizō Ōhira, ex cestista giapponese
- 8 marzo - Silvio Bergia, fisico italiano († 2023)
- 8 marzo - George Coleman, sassofonista statunitense
- 8 marzo - Akira Kitaguchi, ex calciatore giapponese
- 9 marzo - Frank Burgess, cestista e giudice statunitense († 2010)
- 9 marzo - John Dacyshyn, ex cestista canadese
- 9 marzo - Pino Iacino, politico italiano († 2024)
- 9 marzo - Franco Mura, politico italiano († 2023)
- 9 marzo - Gianluigi Negri, calciatore italiano († 1992)
- 9 marzo - Andrew Viterbi, ingegnere e imprenditore statunitense
- 10 marzo - Muhammad Bashir, lottatore pakistano († 2001)
- 10 marzo - Florian Furtwängler, regista cinematografico, attore e sceneggiatore tedesco († 1992)
- 10 marzo - Manfred Germar, ex velocista e dirigente sportivo tedesco occidentale
- 10 marzo - Milorad Milutinović, allenatore di calcio e calciatore jugoslavo († 2015)
- 10 marzo - Dinko Petrov, lottatore bulgaro († 2007)
- 10 marzo - Aleksej Vachonin, sollevatore sovietico († 1993)
- 11 marzo - Óscar Aguilera, calciatore paraguaiano († 1979)
- 11 marzo - Antonio Jasso, calciatore messicano († 2013)
- 11 marzo - Nancy Kovack, attrice statunitense
- 11 marzo - Ernst Lindner, calciatore tedesco orientale († 2012)
- 12 marzo - Jacques Benveniste, immunologo francese († 2004)
- 12 marzo - Gérard Frémy, pianista, compositore e percussionista francese († 2014)
- 12 marzo - Maurice King, cestista statunitense († 2007)
- 12 marzo - Maria Pia Mapelli, cestista italiana († 2018)
- 12 marzo - Boris Markarov, pallanuotista sovietico († 2023)
- 12 marzo - Valentyna Semenivna Ševčenko, politica ucraina († 2020)
- 13 marzo - Raffaele Giura Longo, politico e storico italiano († 2009)
- 13 marzo - Hilmar Kopper, banchiere tedesco († 2021)
- 13 marzo - Ginès Liron, ex calciatore francese
- 13 marzo - Leslie Parrish, attrice e ex modella statunitense
- 13 marzo - Alberto Recchia, calciatore e allenatore di calcio italiano († 2017)
- 14 marzo - Gennaro Acquaviva, politico italiano
- 14 marzo - Mitsuo Ikeda, lottatore giapponese († 2002)
- 15 marzo - Judd Hirsch, attore statunitense
- 15 marzo - Jacob Lassner, orientalista e islamista statunitense
- 15 marzo - Tommy Neilson, calciatore scozzese († 2018)
- 15 marzo - Jimmy Swaggart, pastore protestante, predicatore e cantante statunitense († 2025)
- 16 marzo - Lorenzo Chiarinelli, vescovo cattolico italiano († 2020)
- 16 marzo - Franco Ferrara, poeta e esploratore italiano († 2014)
- 16 marzo - Peter de Klerk, pilota automobilistico sudafricano († 2015)
- 16 marzo - Jean Oleksiak, ex calciatore francese
- 17 marzo - Valerio Adami, pittore italiano
- 17 marzo - Giuseppino Càmpana, criminale italiano († 2013)
- 17 marzo - Ab Geldermans, ciclista su strada olandese († 2025)
- 17 marzo - Lawrie Leslie, calciatore scozzese († 2019)
- 17 marzo - Oscar Panno, scacchista argentino
- 17 marzo - Vladimir Popović, allenatore di calcio e calciatore jugoslavo († 2020)
- 17 marzo - Seiji Yokoyama, compositore e direttore d'orchestra giapponese († 2017)
- 18 marzo - Antonio Bello, vescovo cattolico italiano († 1993)
- 18 marzo - Lino Cascioli, giornalista, scrittore e editore italiano († 2011)
- 18 marzo - Muzi Epifani, giornalista, poetessa e scrittrice italiana († 1984)
- 18 marzo - Oumarou Ganda, regista e attore nigerino († 1981)
- 18 marzo - Antonios Naguib, cardinale e patriarca cattolico egiziano († 2022)
- 18 marzo - Guido Vergani, giornalista e scrittore italiano († 2005)
- 19 marzo - Gilbert Bozon, nuotatore francese († 2007)
- 19 marzo - Ian D. Cooke, medico australiano
- 19 marzo - Charlie Hennigan, giocatore di football americano statunitense († 2017)
- 19 marzo - Atanasia Ionescu, ginnasta rumena († 1990)
- 19 marzo - Paolo Levi, critico d'arte e saggista italiano
- 19 marzo - José Segú, ciclista su strada spagnolo († 2010)
- 19 marzo - Janne Stefansson, ex fondista svedese
- 20 marzo - Ted Bessell, attore e regista televisivo statunitense († 1996)
- 20 marzo - Michail Chergiani, alpinista sovietico († 1969)
- 20 marzo - Óscar Chávez, cantante e attore messicano († 2020)
- 20 marzo - Valentina Kostikova, cestista sovietica († 1997)
- 20 marzo - Arne Kotte, calciatore norvegese († 2015)
- 20 marzo - Giacomo Randazzo, dirigente sportivo italiano
- 20 marzo - Piero Antonio Toma, giornalista, scrittore e editore italiano
- 21 marzo - Dumitru Alexe, canoista romeno († 1971)
- 21 marzo - Brian Clough, calciatore e allenatore di calcio inglese († 2004)
- 21 marzo - Nigel Rogers, tenore, direttore di coro e insegnante inglese († 2022)
- 21 marzo - Branislav Simić, lottatore jugoslavo
- 21 marzo - Lajos Tichy, calciatore e allenatore di calcio ungherese († 1999)
- 22 marzo - Mario Deotto, calciatore italiano († 2020)
- 22 marzo - Bertil Johansson, allenatore di calcio e calciatore svedese († 2021)
- 22 marzo - Lea Pericoli, tennista, conduttrice televisiva e telecronista sportiva italiana († 2024)
- 22 marzo - Luigi Piacenza, botanico italiano († 2009)
- 22 marzo - Marina Piperno, produttrice cinematografica italiana
- 22 marzo - Antonio Potenza, politico italiano
- 22 marzo - M. Emmet Walsh, attore statunitense († 2024)
- 23 marzo - Hans Lenk, canottiere tedesco († 2024)
- 23 marzo - Janine Tavernier, poetessa e scrittrice haitiana († 2019)
- 24 marzo - Rodney Bennett, regista britannico († 2017)
- 24 marzo - Mary Berry, cuoca, scrittrice e conduttrice televisiva inglese
- 24 marzo - Peter Bichsel, scrittore svizzero († 2025)
- 24 marzo - Gian Butturini, fotoreporter e regista italiano († 2006)
- 24 marzo - Carol Kaye, musicista statunitense
- 24 marzo - Peret, cantante spagnolo († 2014)
- 24 marzo - Ivica Rajković, direttore della fotografia croato († 2024)
- 24 marzo - Gabriele Sboarina, politico italiano
- 25 marzo - Gianni Asti, cestista e allenatore di pallacanestro italiano († 2014)
- 25 marzo - Roberto Balestri, allenatore di calcio e ex calciatore italiano
- 25 marzo - Umberto Bignardi, pittore italiano († 2022)
- 25 marzo - Flash Elorde, pugile filippino († 1985)
- 25 marzo - Johnny Pacheco, cantante dominicano († 2021)
- 25 marzo - Angelo Rojch, politico italiano
- 26 marzo - Mahmūd Abbās, politico palestinese
- 26 marzo - Paolo Bruno, politico italiano
- 26 marzo - Giuliana De Carli, truccatrice italiana
- 26 marzo - Paolo Giuranna, regista teatrale, attore e scrittore italiano († 2020)
- 26 marzo - John Graysmark, scenografo statunitense († 2010)
- 26 marzo - Jiří Kormaník, lottatore cecoslovacco († 2017)
- 26 marzo - Stig Pettersson, ex altista svedese
- 26 marzo - Yolanda Sonnabend, costumista, scenografa e pittrice britannica († 2015)
- 26 marzo - Manuel Summers, regista e sceneggiatore spagnolo († 1993)
- 27 marzo - Angus Miller Farquharson, filantropo britannico († 2018)
- 27 marzo - Alice Barron, ex cestista statunitense
- 27 marzo - Walter Davoine, calciatore uruguaiano († 2016)
- 27 marzo - Julian Glover, attore britannico
- 27 marzo - Yōko Kishi, cantante giapponese († 1992)
- 27 marzo - Ovidio Poletto, vescovo cattolico italiano
- 27 marzo - Stanley Francis Rother, presbitero e missionario statunitense († 1981)
- 27 marzo - Libero Sosio, traduttore e storico della filosofia italiano († 2023)
- 28 marzo - Munir Ahmed Dar, hockeista su prato pakistano († 2011)
- 28 marzo - Hubert Hahne, pilota automobilistico tedesco († 2019)
- 28 marzo - Michael Parkinson, conduttore televisivo, conduttore radiofonico e giornalista britannico († 2023)
- 28 marzo - Józef Szmidt, triplista polacco († 2024)
- 28 marzo - Bill Thieben, cestista statunitense († 2021)
- 28 marzo - Carlos Vasino, cestista argentino († 2007)
- 28 marzo - Eusebio Vélez, ciclista su strada e dirigente sportivo spagnolo († 2020)
- 28 marzo - Sergio Zoppi, saggista e politico italiano
- 29 marzo - Alberto Benzoni, giornalista, storico e politico italiano
- 29 marzo - Stefano Lavagetto, politico italiano († 2005)
- 29 marzo - Wolfgang Uhlmann, scacchista tedesco († 2020)
- 29 marzo - Mercedes de Jesús Egido, religiosa spagnola († 2004)
- 30 marzo - Giuseppe Frigo, avvocato e giurista italiano († 2019)
- 30 marzo - Willie Galimore, giocatore di football americano statunitense († 1964)
- 30 marzo - Erich Meier, calciatore tedesco († 2010)
- 30 marzo - David Mermin, fisico statunitense
- 30 marzo - Gordon Mumma, compositore statunitense
- 30 marzo - Federico Stella, giurista e avvocato italiano († 2006)
- 31 marzo - Herb Alpert, trombettista, cantante e compositore statunitense
- 31 marzo - Rolf Becker, attore e doppiatore tedesco
- 31 marzo - Antonio Giorgi, fantino italiano
- 31 marzo - Bent Krog, calciatore danese († 2004)
- 31 marzo - Rosalba Molineri, politica italiana
- 31 marzo - Judith Rossner, scrittrice statunitense († 2005)